# Ankylopteryx nesiotica
Ankylopteryx nesiotica là một loài côn trùng trong họ Chrysopidae thuộc bộ Neuroptera. Loài này được Navás miêu tả năm 1913.